# Aartsbisdom Maribor

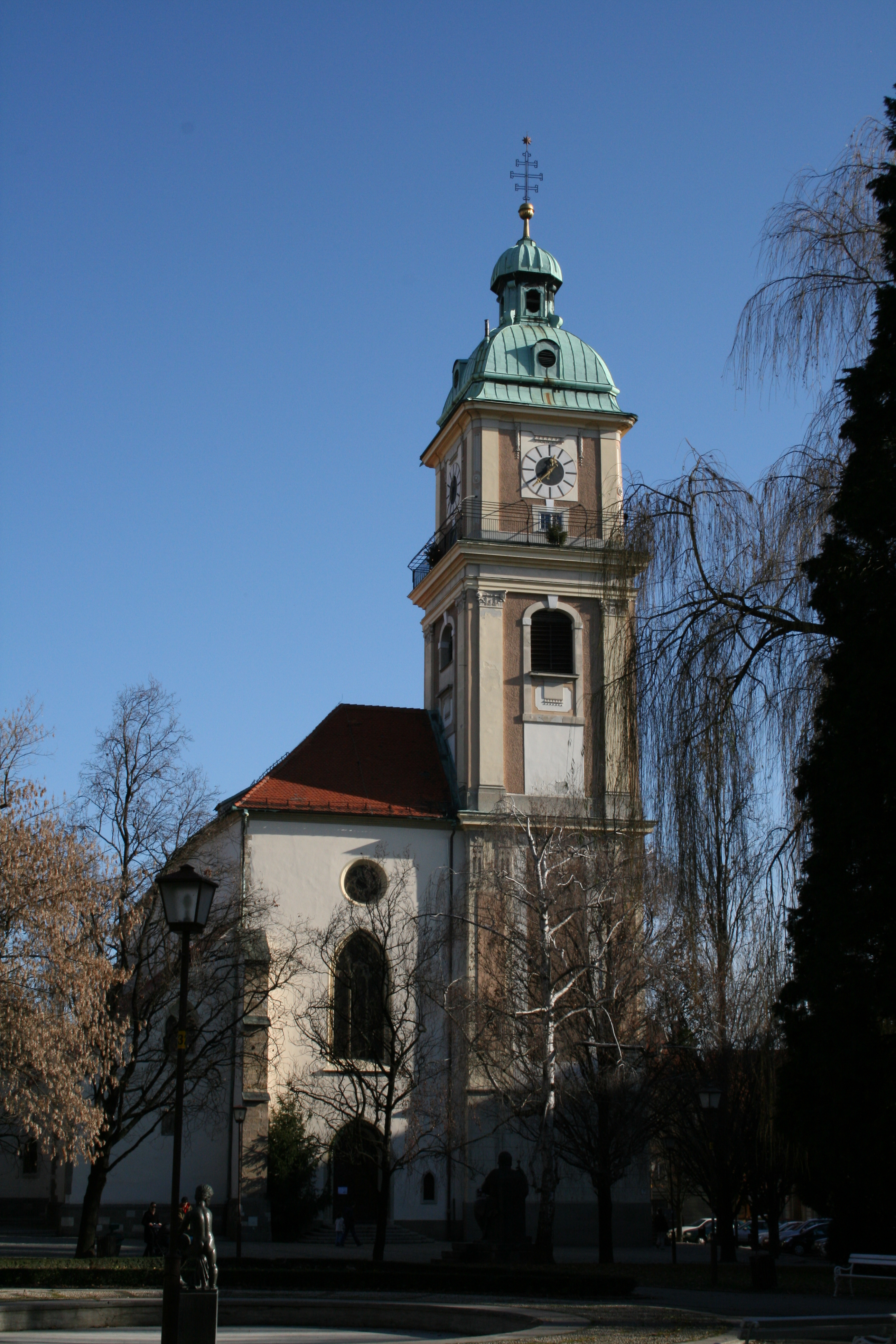
Kathedraal van Maribor (Stolnica sv. Janeza Krstnika)

Het aartsbisdom Maribor (Latijn: Archideoecesis Mariborensis; Sloveens: Nadškofija Maribor) is een aartsbisdom van de Rooms-Katholieke Kerk in Slovenië. De bisschopszetel is de stad Maribor, de tweede grootste stad van Slovenië.

## Historische namen
- Prinsbisdom Lavant (1228-1923). Na 1806, met het verdwijnen van het Heilige Roomse Rijk, was de prinselijke titel slechts een eretitel tot 1923.
- Bisdom Lavant (1923-1962)
- Bisdom Maribor (1962-2006)
- Aartsbisdom Maribor (2006- )

## Geschiedenis
Het bisdom Lavant werd in 1228 door de aartsbisschop van Salzburg, Eberhard II, in Sankt Andrä im Lavanttal gesticht. De bisschoppen resideerden meestal in Friesach, verwierven in 1329 de burcht Twimberg bij Bad Sankt Leonhard im Lavanttal en konden pas later de bisschopszetel naar Sankt Andrä im Lavanttal verplaatsen. Dit was geen ongebruikelijke situatie: ook de andere eigenbisschoppen van Salzburg, de bisschoppen van Gurk, bisdom Seckau en Chiemsee resideerden niet in de plaats waar hun kathedraal stond.

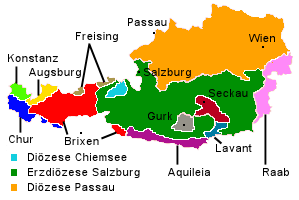
omvang ca. 1300 (donkerblauw)

Tot het bisdom behoorden maar zeven parochies. Het gebied rond Sankt Florian kwam pas op 23 maart 1373 bij het bisdom Lavant. Aan het eind van de zeventiende eeuw bestond het bisdom Lavant uit twee districten: het aartsdiakonaat Neder-Karinthië in Sankt Andrä en het commissariaat Florian in West-Stiermarken, samen 21 parochies. Het was een klein en arm bisdom.
Onder keizer Jozef II werden in 1786/9 parochies rond Völkermarkt (in Karinthië) en rond Cilli/Celje (toen gelegen in Neder-Steirmarken) toegevoegd. De parochies ten noorden van de Drau moesten daarentegen aan het bisdom Graz-Seckau afgestaan worden. Om het langgerekte gebied beter te kunnen besturen werden in 1859 de parochies in Karinthië aan het bisdom Gurk afgestaan in ruil voor het gebied rond Maribor. 
In 1859 werd Maribor (Duits: Marburg an der Drau) de nieuwe bisschopszetel.
Na de Eerste Wereldoorlog kwam het bisdom in 1918 in Joegoslavië te liggen. Daarom ging het bisdom op 1 mei 1924 van het aartsbisdom Salzburg over naar het aartsbisdom Zagreb.
Op 5 maart 1962 werd het bisdom omgedoopt van Lavant(ina) naar Maribor(ensis) en op 22 november 1968 werd het suffragaanbisdom van het aartsbisdom Ljubljana. Op 7 april 2006 verhief paus Benedictus XVI Maribor tot aartsbisdom terwijl Maribor de territoria Celje en Murska Sobata verloor. De afgescheurde bisdommen Celje en Murska Sobota werden suffragaan van het aartsbisdom Maribor.

## Lijst van bisschoppen van Maribor
- Maksimilijan Držečnik (1962 - 1978)
- Franc Kramberger (1980 - 2006)

## Lijst van aartsbisschoppen van Maribor
- Franc Kramberger (2006 - 2011)
- Marjan Turnsek (2011 - 2013)
- sede vacante sinds 31-07-2013